# ISS-Expeditie 29
ISS Expeditie 29 was de negenentwintigste missie naar het Internationaal ruimtestation ISS die gepland staat voor september 2011.
Dit was de vijfde missie die zes bemanningsleden had. De commandant van deze missie was Michael Fossum van NASA. Aangezien er zes bemanningsleden naar het ISS vertrokken werden er twee Sojoezraketten gelanceerd, omdat elke Sojoez maar drie bemanningsleden kan vervoeren.

## Bemanning
| Positie           | Eerste deel (september 2011)              | Tweede deel (september 2011 - december 2011) |
| ----------------- | ----------------------------------------- | -------------------------------------------- |
| Bevelhebber       | Michael Fossum, NASA 3e ruimtevlucht      | Michael Fossum, NASA 3e ruimtevlucht         |
| Flight Engineer 1 | Satoshi Furukawa, JAXA 1e ruimtevlucht    | Satoshi Furukawa, JAXA 1e ruimtevlucht       |
| Flight Engineer 2 | Sergej Volkov, Roskosmos 2de ruimtevlucht | Sergej Volkov, Roskosmos 2de ruimtevlucht    |
| Flight Engineer 3 |                                           | Anton Sjkaplerov, Roskosmos 1e ruimtevlucht  |
| Flight Engineer 4 |                                           | Anatoli Ivanisjin, Roskosmos 1e ruimtevlucht |
| Flight Engineer 5 |                                           | Dan Burbank, NASA 3de ruimtevlucht           |